# Ludwig Otto Hesse
Ludwig Otto Hesse (22. dubna 1811 Königsberg – 4. srpna 1874 Mnichov) byl německý matematik. Pracoval především v oblasti teorie invariantů a geometrie. Jmenuje se po něm například Hesseho matice, Hesseho konfigurace, Hesseho grupa nebo Hesseho teorém. Mnoho ze svých výzkumů publikoval v časopise Crelle's Journal a ve vlastních knihách.

## Život
Narodil se v pruském Königsbergu (od roku 1946 Kaliningrad). Jeho otec byl podnikatel a majitel pivovaru. V Königsbergu i vystudoval pod vedením Carla Gustava Jacoba Jacobiho. Mezi další z jeho učitelů patřili Friedrich Wilhelm Bessel, Carl Neumann nebo Friedrich Richelot. V roce 1840 získal doktorát, o rok později se habilitoval. V roce 1841 se i oženil, s manželkou měli pět dcer a syna. 
Hesse vyučoval fyziku a chemii na univerzitě v Königsbergu, v roce 1845 byl jmenován docentem. Roku 1855 se přestěhoval do Halle, v roce 1856 do Heidelbergu, kde zůstal až do roku 1868, poté se přestěhoval do Mnichova. V roce 1869 byl jmenován členem Bavorské akademie věd. Mezi jeho doktorandy patřili Gustav Kirchhoff nebo Max Noether, otec Emmy Noether.